# Рубиновый астрильд
Рубиновый астрильд, или солнечный астрильд (лат. Neochmia phaeton) — вид птиц из рода рубиновых астрильдов, обитающий в Австралии. Является оседлым видом, с перемещениями внутри материка.

## Описание
У самцов рубиновых астрильдов тёмная коричневато-серая макушка и затылок с ярко-малиновым лицом. Верх тела сероватый, с малиновым оттенком, хотя надхвостье и хвост малиновые. Крылья в основном малиновые, с серо-коричневыми маховыми перьями. Большая часть нижней части тела ярко-малиновая, с небольшими белыми пятнами на боках и чёрным брюшком. (У подвида, обитающего на полуострове Кейп-Йорк, брюшко белое, а не чёрное.) Клюв ярко-рубиново-красный; цвет глаз варьируется от красных до коричневатых; а ноги и ступни коричневато-желтые. Самки отличаются коричневато-серыми макушкой и затылком, а вместо малинового низа у них коричневато-серые грудь и бока (на последних белые пятна) и грязно-белое брюхо. Молодые особи обычно коричневатые, с малиновым оттенком крыльев и тускло-красным хвостом. Клюв достигает длины 1,2 см, вес тела 10 г. Длина тела 13 см. Выражен половой диморфизм. У самцов клюв больше, и хвост длиннее. Самцы также весят больше, чем самки.

## Ареал
Обитает в Австралии, Индонезии и Папуа Новой Гвинее. Живёт в саваннах и тропических лесах.

## Подвиды
Выделяют 2 подвида рубиновых астрильдов:
- Neochmia phaeton phaeton — номинативный подвид. Отличается тёмным животом. Обитает в Австралии.
- Neochmia phaeton evangelinae — отличается белым животом. Обитает на полуострове Кейп-Йорк и в Папуа-Новой Гвинее.

## Размножение
Гнездятся в панданусах. Самка откладывает 6 белых яиц, и через 4 дня после откладывания насиживает. Насиживает 2 недели. В 30 дней, птенцы начинают вылетать.

## Содержание
Вообще, рубиновых астрильдов редко содержат дома из-за их агрессивности, малой продолжительности жизни и дорогой цены. Пара стоит 600—800 долларов. Следует кормить семенами и просом, это важно для здоровья ваших астрильдов. Следует быть осторожным со смесями из супермаркетов. Семена конопли и салатов, являются отличным дополнением. Также можно кормить семенами уже с ростками, если перед этим обработать их от вредных микроорганизмов. Можно давать огурец, китайскую капусту и шпинат. Следует давать и их естественный корм, например насекомых, червей и куколок мух. Также можно давать есть яйцо. Рекомендуется давать витаминки и песок.

## Охранный статус
Так как площадь ареала у этого вида составляет 2 330 000 км², и численность популяции стабильная, то ему присвоен охранный статус «Виды, вызывающие наименьшие опасения». Точное число особей у данного вида неизвестно.

## Галерея

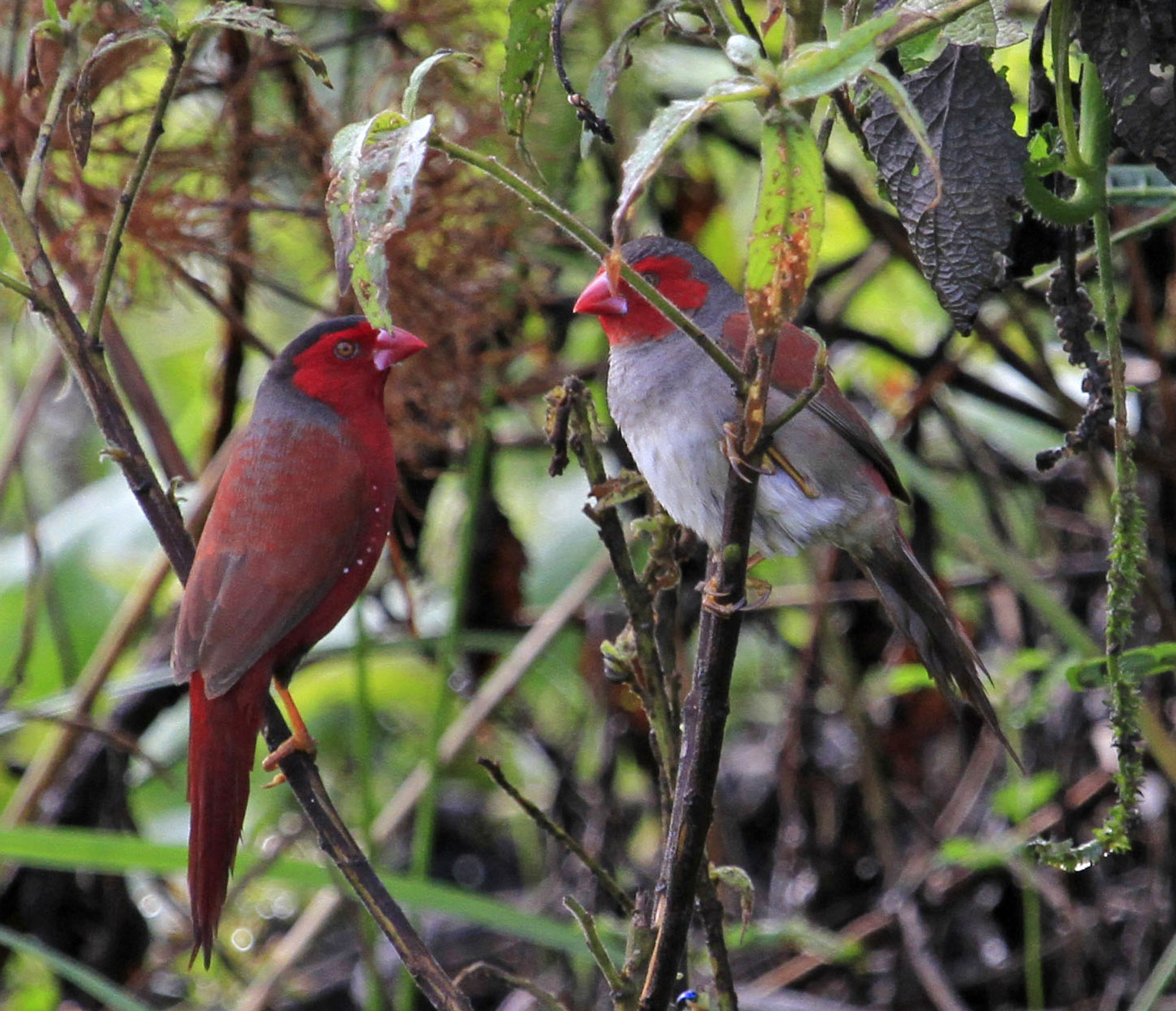
Самец и самка